# أب تشنداران غوزنان (لوداب)
أب تشنداران غوزنان (بالفارسية: آب‌چندار گوزنان) هي قرية تقع في إيران في قسم لوداب الريفي. يقدر عدد سكانها بـ 91 نسمة .